# Jovan Popzlatanov
Jovan Popzlatanov (in macedone Јован Попзлатанов?; Skopje, 6 luglio 1996) è un calciatore macedone, difensore del Makedonija G.P.

## Caratteristiche tecniche
È un terzino destro.

## Carriera

### Club
Comincia a giocare al Teteks. Nel 2016 viene acquistato dal Pelister.

### Nazionale
Ha debuttato con la Nazionale Under-21 il 24 marzo 2017, in Macedonia-Montenegro (2-0). Ha partecipato, con la Nazionale Under-21, all'Europeo Under-21 2017.

## Palmarès

### Club

#### Competizioni nazionali
- Campionato macedone: 1

Vardar: 2019-2020